# Famille de Penfentenyo
Pour les articles homonymes, voir Penfentenyo.
La famille de Penfentenyo, originaire de Sibiril, dans l'évêché de Léon en Bretagne, est une famille d'extraction chevaleresque sur preuves de 1393. Elle bénéficie des honneurs de la Cour en  l'année 1788.
La famille de Penfentenyo fait partie des familles subsistantes de la noblesse française.
Cette famille compte parmi ses membres un gouverneur de l'île Bourbon de 1826 à 1830, des officiers généraux, un archevêque, un député, un préfet maritime.

## Histoire

### Origines
À partir de Jehan de Penfentenyo, premier du nom et marié en 1393, la lignée est prouvée et suivie sans interruption. C'est en 1651 que la famille se scinde en deux branches : les Cheffontaines  se fixant à Clohars-Fouesnant et la branche cadette Kervereguen, qui s'installe à Loctudy.
Cheffontaines est la traduction du breton Penfeunteuniou (pen : tête ou chef, feunteuniou : fontaines). Le nom le plus ancien du domaine est Kergoët (nom du château qui a précédé celui de Cheffontaines en Clohars-Fouesnant).
L'ancêtre le plus ancien connu est Jehan de Penfeunteuniou, né vers 1360, décédé vers 1423, et marié avec Amice de Launay. Son petit-fils est Guiomarc'h de Penfeunteuniou, seigneur de Kermorus[réf. souhaitée], un manoir situé à Saint-Pol-de-Léon et marié avec Ollive le Ny de Kersauson. L'arrière-petit-fils de Guiomarc'h de Penfeunteuniou, François de Penfeunteuniou de Kermorus, né vers 1570 à Saint-Pol-de-Léon, épouse en 1593 Jeanne Marie de Lanros, héritière du château de Kergoët en Clohars-Fouesnant, ce qui explique très probablement pourquoi la famille fait souche désormais dans cette paroisse et ses environs. Leur fils Charles de Penfentenyo, né le 25 juillet 1599 à Saint-Pol-de-Léon se marie le 7 juin 1621 à Plouisy avec Marie Fleuriot, fille de feu noble et puissant Charles Fleuriot, seigneur de Kernevenoy, Kernabat, Kergrech, Kergarich et Kerogou, chevalier de Saint-Michel . Le couple a seize enfants ; parmi eux, les deux aînés sont les fondateurs des deux principales lignées à avoir fait souche : 
- Jean-Baptiste de Penfentenyo, baptisé à Saint-Pol-de-Léon  en février 1623, marié à Marie Jobart, dame de Saint-Georges, à l'origine de la branche de Cheffontaines[3]

- Sébastien de Penfentenyo, baptisé à Fouesnant le 10 mai 1628, marié  à Marguerite de Kerveregen, fille de feu noble messire René, seigneur de Kerveregen, à l'origine de la branche des Penfentenyo de Kervéregen[4].

Elle est maintenue noble d'ancienne extraction en Bretagne en 1669.
La famille de Penfentenyo était titulaire des seigneuries de Penfeuntenyo (paroisse de Sibiril); de Kermorus et de Lesvestric (paroisse du Saint-Pol-de-Léon) ; de Villeneuve (Kernevez-Rossunan, paroisse de Plouvien) ; du Louc'h, de Mesgral (paroisse de la Forest), de Mesnoalet (paroisse de Guilers) ; sr. de Coëtconq, sr. de Kermorvan (paroisse de Trébabu) ; sr. de Penhoët (paroisse de Plougonven) et de nombreux autres lieux.
Cette famille s'est divisée en plusieurs branches, dont cinq branches sont éteintes : les Penfentenyo de Kermorvan ; les Penfentenyo de Poulbroch-Trévieu ; les Penfentenyo de Villeneuve (Kernevez-Rossunan); les Penfentenyo de Mesgral ; les Penfentenyo de Kermorus. Seules deux sont subsistantes : les Penfentenyo de Cheffontaines  et les Penfentenyo de Kervereguen.
Le commando de Penfentenyo porte le nom d'Alain de Penfentenyo de Kervéréguin, blessé mortellement en 1946 en Indochine française.

### Lagwerzdu page de Louis XI
Une gwerz, traduite par Théodore Hersart de La Villemarqué, raconte l'histoire tragique d'un page de Louis XI, originaire de Bodinio en Clohars-Fouesnant et ami de Jean III de Penfentenyo, lui aussi alors page du roi :
Le petit page du roi est en prison pour un coup qu'il a fait, 

Pour un coup hardi, il est à Paris dans une dure prison.

Là, il ne voit ni le jour, ni la nuit ; il a pour lit une poignée de paille ;

Pour nourriture du pain de seigle, et de l'eau du puits pour boisson.

Là, personne ne vient lui rendre visite, excepté les souris et les rats, 

Les souris et les rats, voilà sa seule distraction.

Pt, un jour, par le trou de la serrure, il disait à Penfentenio :

 « Iannick, toi mon meilleur ami, écoute-moi un peu.

Rends-toi au manoir, chez ma sœur, et dis-lui que je suis en danger, 

En grand danger de perdre la vie par les ordres injustes du roi.

Si ma sœur venait me voir, elle consolerait mon cœur.» 

 Penfentenio, l'ayant entendu, partit pour Kemper.

Il y a cent trente lieues à peu près de Paris à Bodinio, 

Et cependant il les fit, l'enfant de Cornouaille, en deux nuits et demie et un jour.

Quand il entra dans la salle de Bodinio, elle rayonnait de l'éclat des lumières ;

La dame donnait à souper à la haute noblesse du pays.
La suite de la gwerz raconte comment, informée par Penfentenio, la sœur du page se rend à Paris, mais arrive juste trop tard, le page venant juste d'être décapité sur l'échafaud ; elle s'adresse au roi :
« Quel crime a-t-il commis, que vous l'avez décapité ? 

Il a joué de l'épée sans l'agrément du roi, et tué le plus beau de ses pages »
Le roi explique sa sentence :
« Il s'est mis en colère et a cherché querelle à mon page favori ;

Et tout de suite, épée contre épée, pour avoir entendu le dicton bien connu, 

Ce vieux dicton, cette vérité : "Il n'est d'hommes en Bretagne que des pourceaux sauvages" ».
Elle dit alors au roi :
« Lorsque bientôt j'aurai fait voir à mes compatriotes mon voile ensanglanté ;

Alors tu verras si la Bretagne est peuplée de pourceaux sauvages ».

Or, deux ou trois semaines après, arriva un messager à la cour ;

Il arrivait du pays des Normands avec des lettres scellées, 

Des lettres scellées de rouge, à remettre au roi Louis sur l'heure.

Quand le roi les eut lues, il roula des yeux noirs, 

Il roula des yeux aussi noirs que ceux d'un chat sauvage pris au piège :

 « Malédiction rouge ! Si j'avais su, la l'aie ne m'eût pas échappé ! 

Je perd plus de dix mille écus et de dix mille hommes pour un ! » 
Les lettres du messager normand apprenaient l'avance des Bretons en direction de Paris.
Le texte intégral de cette gwerz, ainsi que les commentaires joints, sont disponibles sur un site Internet, y compris en version bilingue breton et français. Cette gwerz fait allusion à des événements survenus en 1465, 1467 ou 1468 et notamment à la révolte des grands féodaux contre le roi Louis XI connue sous le nom de "Ligue du Bien public".
Elle est inscrite à l'ANF depuis 1968.

## Filiation
(février 2023).
La mise en forme du texte ne suit pas les recommandations de Wikipédia : il faut le « wikifier ».
Les points d'amélioration suivants sont les cas les plus fréquents. Le détail des points à revoir est peut-être précisé sur la page de discussion.
- Les titres sont pré-formatés par le logiciel. Ils ne sont ni en capitales, ni en gras.
- Le texte ne doit pas être écrit en capitales (les noms de famille non plus), ni en gras, ni en italique, ni en « petit »…
- Le gras n'est utilisé que pour surligner le titre de l'article dans l'introduction, une seule fois.
- L'italique est rarement utilisé : mots en langue étrangère, titres d'œuvres, noms de bateaux, etc.
- Les citations ne sont pas en italique mais en corps de texte normal. Elles sont entourées par des guillemets français : « et ».
- Les listes à puces sont à éviter, des paragraphes rédigés étant largement préférés. Les tableaux sont à réserver à la présentation de données structurées (résultats, etc.).
- Les appels de note de bas de page (petits chiffres en exposant, introduits par l'outil «  Source ») sont à placer entre la fin de phrase et le point final[comme ça].
- Les liens internes (vers d'autres articles de Wikipédia) sont à choisir avec parcimonie. Créez des liens vers des articles approfondissant le sujet. Les termes génériques sans rapport avec le sujet sont à éviter, ainsi que les répétitions de liens vers un même terme.
- Les liens externes sont à placer uniquement dans une section « Liens externes », à la fin de l'article. Ces liens sont à choisir avec parcimonie suivant les règles définies. Si un lien sert de source à l'article, son insertion dans le texte est à faire par les notes de bas de page.
- La présentation des références doit suivre les conventions bibliographiques. Il est recommandé d'utiliser les modèles {{Ouvrage}}, {{Chapitre}}, {{Article}}, {{Lien web}} et/ou {{Bibliographie}}. Le mode d'édition visuel peut mettre en forme automatiquement les références.
- Insérer une infobox (cadre d'informations à droite) n'est pas obligatoire pour parachever la mise en page.

Pour une aide détaillée, merci de consulter Aide:Wikification.
Si vous pensez que ces points ont été résolus, vous pouvez retirer ce bandeau et améliorer la mise en forme d'un autre article.

### Branche de Penfentenyo de Cheffontaines
- Christophe (Penfentenyo) Cheffontaine (v. 1532-1595), frère mineur de l'Observance, il devient général de l'ordre, et archevêque de Césarée de Cappadoce[13]. En lutte contre le protestantisme, il écrivit plusieurs ouvrages en latin[14].

- Jean Baptiste Sébastien de Penfentenyo (1623-1667), déjà cité. Marié en 1651 à Marie Jobart, dame  de Saint-Georges [15],[16].

- François Hyacinthe de Penfentenyo (1663-1717), chevalier, seigneur de Cheffontaines, créé baron de Cheffontaines en 1680. Il avait épousé en premières noces, en 1681, sa cousine Suzanne-Corentine de Penfentenyo, morte sans postérité. Puis, en secondes noces, en 1717, Marie-Jeanne de Guinguené, dame de La Villeneuve.

- François Louis Hyacinthe de Penfentenyo (1717-1775) chevalier, seigneur de Cheffontaines. Il est châtelain de Bodigneau et de Kerggoët, officier aux Gardes françaises, chevalier de Saint-Louis. Il se marie en premières noces, en 1750 à Morlaix avec Marie Jeanne du Coëtlosquet (1732-1751), puis en deuxièmes noces, en 1772, avec Renée-Rosalie de Trévelec[17].

- Jonathas 1er Marie Hyacinthe de Penfentenyo (1751-1844), fils du précédent, (1er lit), dit « marquis » de Cheffontaines (par courtoisie), page de la petite écurie du roi en 1765, admis aux Honneurs de la Cour avec un titre de marquis, le 18 mars 1788 (titre personnel)[18]. Il se marie en 1772 à Saint-Coulomb avec Julie-Marie-Rose Éon du Vieuxchatel. En 1793, il émigre en Allemagne à Hambourg et ses biens sont vendus comme biens nationaux[19].

- Jonathas II François Marie Hyacinthe de Penfentenyo (1769-1849), (fils du précédent), dit « marquis » (par courtoisie) de Cheffontaines. Marié en 1791 à Saint-Lunaire avec René Marie Julie de Pontual. Il émigre avec son père[20]. Il revient en France dès le Consulat [21]. Il est colonel de cavalerie, puis maréchal de camp en 1830, lieutenant des gardes du corps du Roi, officier de la Légion d'honneur, chevaler de l'ordre de Saint-Louis.

- Nicolas René Marie de Penfentenyo (1770-1849), « vicomte » de Cheffontaines, chevalier de Saint-Louis, commandeur de la Légion d'honneur, maréchal de camp puis député du Finistère.

- Achille Guy Marie de Penfentenyo, « comte » de Cheffontaines, troisième fils de François Louis Hyacinthe de Penfentenyo et Marie Jeanne du Coëtlosquet (voir plus haut), est gouverneur de l'île Bourbon de 1826 à 1830[22].

- Achille Adrien Joseph Marie de Penfentenyo de Cheffontaines (1806-1874), deuxième fils du précédent, général de brigade, commandeur de la Légion d'honneur.

### Branche de Penfentenyo de Kervéréguen
- Sébastien de Penfentenyo Kermorus (1628-1674), chevalier, marié en 1651 avec Marguerite de Kervéréguen, fille de René, seigneur de Kervéréguen[23].

- Jean Baptiste de Penfentenyo, (1654-), chevalier, seigneur  de Kervéréguen, marié en 1682 avec Marguerite d'Acigné, fille de Charles d'Acigné, seigneur de Kernabat [24]

- Jean François Marie de Penfentenyo (1726-1812), - petit-fils de Jean Baptiste de Penfentenyo - chevalier, seigneur de Kervereguen. Lieutenant des vaisseaux du roi, chevalier de Saint-Louis. Il épouse vers 1760 Hélène-Élisabeth Bobet, dame de Lanhuron.

- Jean Morice de Penfentenyo de Kervéréguen (1720-1805), capitaine des grenadiers au régiment d'infanterie du Béarn, participe à douze campagnes, dont la bataille de Fontenoy ; il revint couvert de blessures et amputé d'une main. En 1793, en demandant qu'on le brûle avec son manoir, il le sauve des révolutionnaires qui voulaient l'incendier.

- Alphonse de Penfentenyo de Kervéréguen (1788-1874), commissaire de marine, maire de Loctudy de 1843 à 1852[25]. Sa fille, Clara de Penfentenyo, fonde l'école du Bon Ange de Loctudy en 1870[26].

- Auguste Éléonor de Penfentenyo de Kervéréguen (1837-1906), ancien élève de l'école Polytechnique en 1856, il est administrateur du quartier des affaires maritimes  de Quimper de 1821 à 1827. Il est promu contre-amiral en 1893. Il est commandeur de la Légion d'honneur, commandeur de l'ordre du Saint-Sépulcre, de l'ordre de l'Épée de Suède, de l'ordre de Sainte-Anne, de l'ordre royal de Dannebrog et de l'ordre de Pie IX.

- Jehan de Penfentenyo de Kervéréguen (1872-1950), général, maire de Loctudy de 1936 jusqu'à sa mort en 1950. Élu avant la guerre, il est conforté dans ses fonctions à la Libération et réélu en 1945 et 1947[25].

- Hervé de Penfentenyo (1879-1970) (frère du précédent, marié en 1903). Contre-amiral en 1931, vice-amiral en 1937, vice-amiral d'escadre en 1939. Il est nommé, en 1938, préfet maritime de la 5e région maritime, gouverneur de Lorient.

- François Germain Georges Marie de Kervéreguen (1915-1940), élève-officier à Saint-Cyr entre 1937 et 1939, sous-lieutenant au 10e bataillon de chasseurs à pied, mort pour la France en 1940 à Blaregnies (Belgique). Chevalier de la Légion d'honneur, croix de guerre avec palmes[27].

- Alain de Penfentenyo de Kervéréguin (1921-1946, fils du vice-amiral d'escadre Hervé de Penfentenyo), entré à l'École navale en 1939, est un officier de marine, mort pour la France en Indochine en 1946, chevalier de la Légion d'honneur avec  citation [28]. Le commando de Penfentenyo, un des sept commandos marines de la Marine nationale française porte son nom en sa mémoire.

- Michel de Penfentenyo (1927-2018, frère du précédent), directeur de la Société des remorqueurs de l'Océan et l'un des dirigeants de La Cité catholique, puis de l'Office international des œuvres de formations civiques et d'action doctrinale selon le droit naturel et chrétien[29]. Il est le fondateur de plusieurs satellites de l'Office, dont le Secrétariat d'Information des Collectivités Locales et Régionales (SICLER), auquel il se consacre entièrement à partir de 1981[29]. En 1995, il en confie la direction à son fils, Xavier de Penfentenyo[29]. Un autre de ses fils, Tanguy de Penfentenyo, est avec son épouse le fondateur de la Troménie de Marie[30].

- Jehan de Penfentenyo de Kervéréguin (1905-1984, frère des précédents), colonel d'infanterie, maître de l'ordre des chevaliers de Notre-Dame de 1965 à 1975[29].

- Hervé de Penfentenyo de Kervéréguin (1939-2019, fils d'Yves de Penfentenyo), cadre du Front national[31]. Son épouse, Marie-Christine de Penfentenyo, militantiste pro-vie, est conseillère municipale et régionale du FN en Rhône-Alpes dans les années 1990-2000[31]. Ils ont neuf enfants, dont la musicologue et guide-conférencière Bénédicte de Penfentenyo (1965-2022)[32], coorganisatrice du Festival de Musique Sacrée de Saint-Malo, la femme politique Marie de Penfentenyo de Kervéréguin (née en 1981), épouse Dionnet, élue RN en Isère, puis candidate Reconquête dans le Rhône pour les élections législatives françaises de 2022[33] et le père Yann de Penfentenyo (né en 1968), prêtre bénédictin et aumônier militaire[34].

- François de Penfentenyo (né en 1941, frère du précédent), officier de Marine, fondateur de l'institut Civitas avec Xavier Pierson et Dominique Chrissement[29].

- Louis de Penfentenyo de Kervegueren, lieutenant, décédé en service  au Maroc en 1933.

La famille de Penfentenyo de Kervereguen a été admise à l'Association des anciens honneurs héréditaires.

## Personnalités
- Nicolas René Marie de Penfentenyo
- Auguste de Penfentenyo
- Achille Guy Marie de Penfentenyo
- Hervé de Penfentenyo

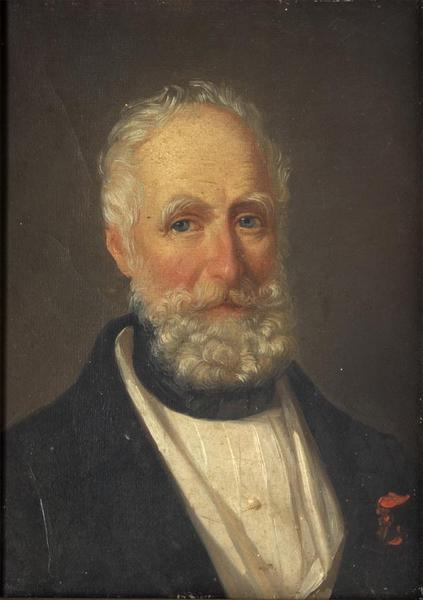
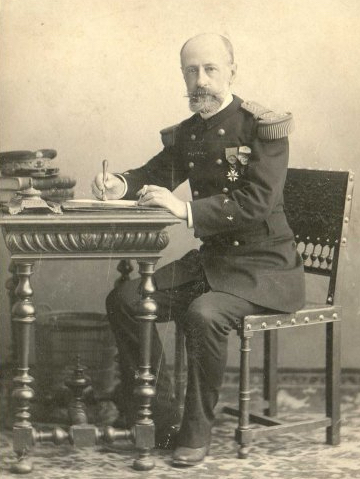
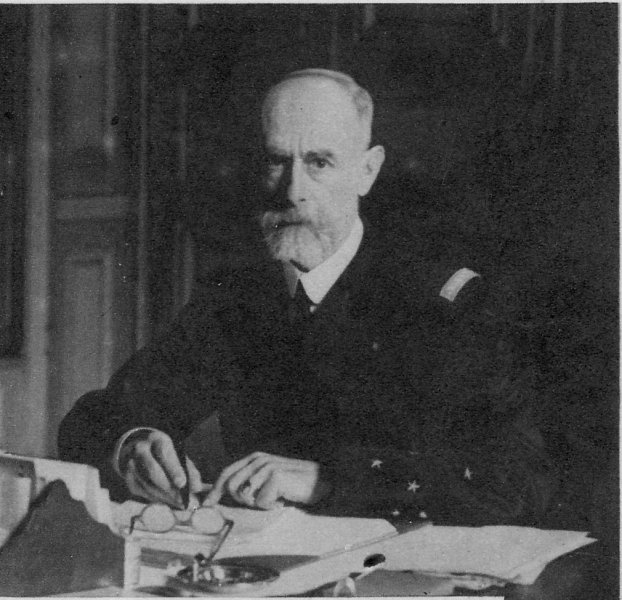

- Alain de Penfentenyo de Kervéréguin

## Alliances
Les principales alliances sont : d'Acigné, de Bobet, du Boisguéhenneuc, Chicoyneau de Coëtlosquet, de Coataudon, de Coattarel, de Coëtnempren de Kersaint, de Freslon, de Gouzillon, de Kergoët, de Kergrist, de Kernafflen de Kergos, de Kerroignant, de Kerroulas, de Kersaint-Gilly, de Kersauson, de Lacour de Balleroy, de Lalande de Calan, de La Moussaye, de La Noë, Le Borgne de Kéruzoret, de Lesguern, de Lestang du Rusquec, de L'Estourbeillon, de Parscau, de Pontual, de Pujo de La Fitole, du Boisbaudry, de Blois de La Calande, Colas des Francs, de Cussy, Geoffroy d'Assy, de Gueydon, Harscouët de Saint-Georges, Huchet de Quénétain, de La Haye Saint-Hilaire, de La Rochefoucauld, Le Gouz de Saint-Seine, Léon de Tréverret, de L'Escalopier, Magon de La Villehuchet, Martin de Lagarde, d'Orsanne, du Plessis d'Argentré, de Quatrebarbes, Rioult de Neuville, de Rocquigny du Fayel, de Villèle, Artur de La Villarmois, de Catheu, Ernault de Moulins.

## Possessions
- Château de Bodigneau en Clohars-Fouesnant en grande partie abattu en 1766 pour fournir ses beaux matériaux de granit à la construction de l'actuel château de Cheffontaines[36].
- Manoir des Kervereguen situé à Loctudy. Il a été bâti de 1242 à 1272[37]. Au pied de la croix érigée près de la chapelle de Notre-Dame des Croix, le seigneur de Kerazan recevait chaque année, le jour du pardon, l'hommage féodal de son voisin de Kervéréguin[38].
- Château de Cheffontaines
- Château de la Cour

## Armes
- Les Penfentenyo portent burelé de gueules et d'argent de dix pièces[39]. Devise : « Plura quam ex opto »[40]. .
- La famille de Penfentenyo n'est pas titrée.

## Postérité
- Commando de Penfentenyo créé en 1947 porte le nom de l'enseigne de vaisseau Alain de Penfentenyo de Kervéréguin